# Gonzalo Di Renzo
Gonzalo Di Renzo (Bahía Blanca, 30 dicembre 1995) è un calciatore argentino, attaccante dell'Ourense CF.

## Caratteristiche tecniche
Gioca come punta centrale.

## Carriera

### Club
Cresciuto nelle giovanili del Lanús, fa il debutto in prima squadra il 15 febbraio 2015, subentrando nei minuti finali a Lautaro Acosta in occasione della sfida vinta per 1-0 contro il Quilmes.